# Nürnbergrättegångarna

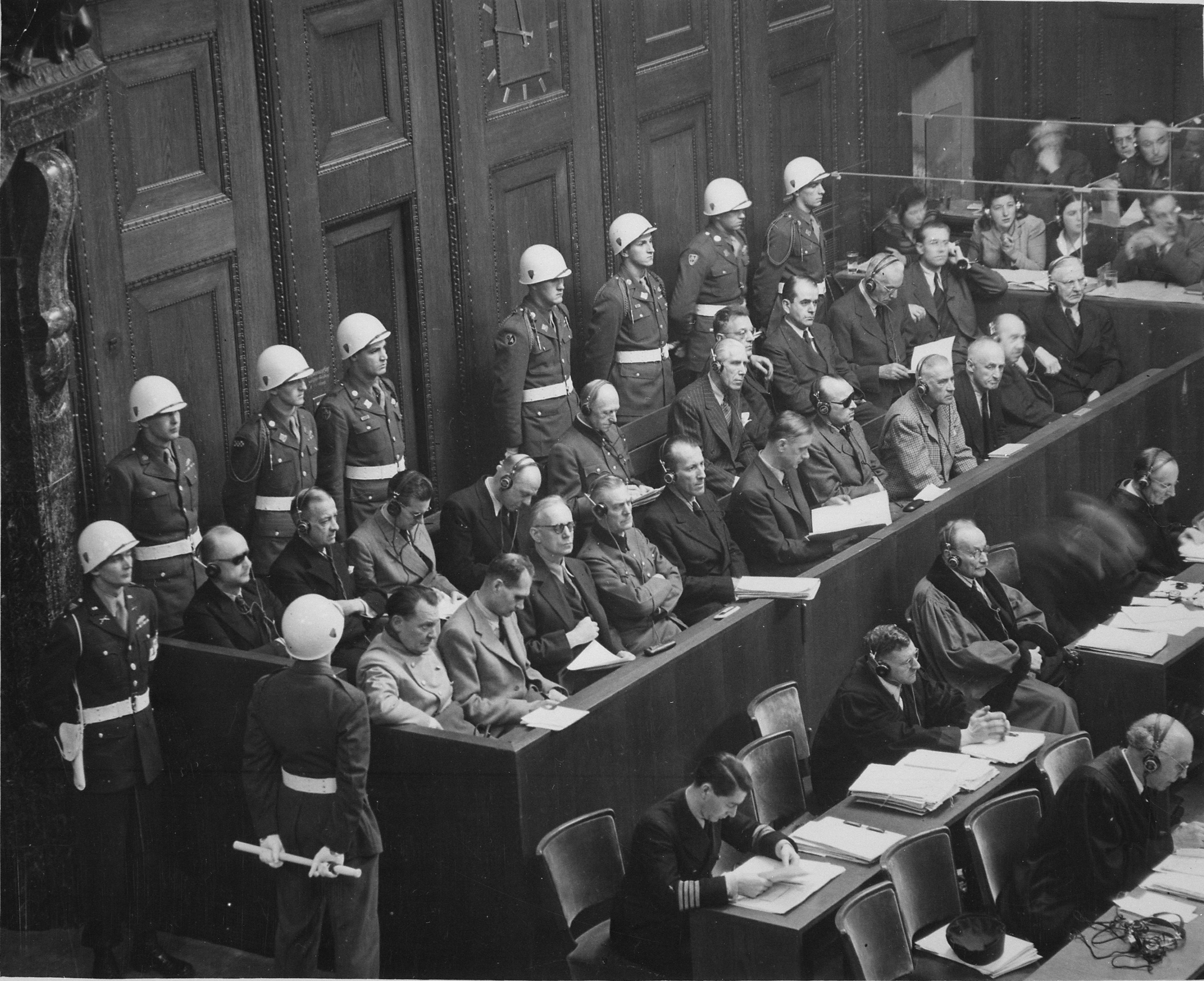
De anklagades bänk i den första av Nürnbergrättegångarna.

Nürnbergrättegångarna var en serie av 13 rättegångar som ägde rum mellan 1945 och 1949 i Tyskland efter andra världskrigets slut mot ledande personer, som begått krigsförbrytelser. Nürnbergprocessen (20 november 1945 – 1 oktober 1946) var den första och är den mest kända av dessa rättegångar. 

## Bakgrund
USA, Storbritannien, Sovjetunionen och Frankrike hade redan den 30 oktober 1943 träffat avtal om att personer som begått grövre krigsförbrytelser skulle bestraffas så snart kriget var slut. Denna överenskommelse fick namnet Moskvadeklarationen (på engelska Moscow declaration). Denna deklaration kompletterades med Londonöverenskommelsen den 8 augusti 1945 (på engelska London Agreement of 8 August 1945). Till denna överenskommelse var fogad en stadga, som skulle reglera rättegångsförfarandet.
Stadgan reglerade hur dessa fyra stater gemensamt skulle upprätta en internationell militärtribunal för att utreda, pröva och döma de personer, som tillhört axelmakterna och som begått allvarliga krigsförbrytelser. 
De brott som skulle åtalas var endast grövre krigsförbrytelser såsom brott mot krigslagarna, mord, dålig behandling eller deportation av slavarbetare, mord på eller dålig behandling av krigsfångar, plundring av offentlig eller privat egendom, medveten förstörelse, som inte rättfärdigades av kriget, av städer, orter och byar, brott mot mänskligheten såsom utrotning av civilbefolkningen vare sig det skett före eller under kriget. Hit räknades också förföljelse, som grundade sig på politisk uppfattning, ras eller religion oavsett om det var eller inte var ett brott mot det lands lag där brottet begicks (artikel 6). Ingen skulle bli fri från straff även om han handlat på order. Detta skulle dock kunna anses som en förmildrande omständighet. Tribunalen skulle – i rättvisans intresse – kunna döma personer i dessas frånvaro (in contumaciam). De stater som undertecknat avtalet tillerkändes rätt att utse dels en ordinarie domare dels en suppleant, som dock inte hade rösträtt. Varje stat fick också rätt att utse en åklagare var (artikel 14).

## Nürnbergtribunalen
Den internationella tribunal som grundade sig på Londonöverenkommelsen den 8 augusti 1945 sattes snabbt upp. Den tog sitt säte i Justizpalast Nürnberg. En stab på mer än 1 000 personer engagerades.

## Genomförande av Nürnbergprocessen
Denna första rättegång benämns Nürnbergprocessen (på engelska International Military Tribunal; på tyska Nürnberg Prozesse). Rättegången genomfördes på fyra språk, avtalsparternas språk och de anklagades språk, tyska. Allt klarades av dels genom simultantolkningar dels genom översättningar av alla dokument. I denna rättegång åtalades de mest framträdande av tyska ledarna, bland andra Hermann Göring, Rudolf Hess och Joachim von Ribbentrop. Den påbörjades 20 november 1945 och avslutades 1 oktober 1946.

## Genomförande av Nürnbergrättegångarna
Avtalet av den 8 augusti 1945 utgick från att – om behov skulle uppkomma – skulle ytterligare internationella tribunaler sätta upp (artikel 5). 
När det visade sig att ytterligare en mängd personer var misstänkta för krigsförbrytelser antog kontrollrådet istället en ny lag betecknad Kontrollrådslagen nr 10 (på engelska Control Council Law No 10), som inkluderade Moskvadeklarationen och Londonöverenkommelsen den 8 augusti 1945. Den nya lagen undertecknades typiskt nog av tre generaler samt av den engelske fältmarskalken Bernard Montgomery känd från El Alamein och D-dagen. Lagen innehöll förtydliganden av de krigsbrott som var åtalbara. Det blev till och med straffbart att tillhöra vissa ökända så kallade förbrytarorganisationer av typ SS och Gestapo.
Med stöd av denna lag satte USA ensamt upp nya tribunaler. Alla domare och åklagare kom från USA och förhandlingsspråken var två, engelska och tyska. 12 rättegångar genomfördes totalt under tiden oktober 1946 till maj 1949.

### Rättegångarna

#### Läkarrättegången
Läkarrättegången, officiellt benämnd United States of America vs. Karl Brandt, et al. pågick 9 december 1946 - 20 augusti 1947. Huvudåtalad var Karl Brandt.

#### Milchrättegången
Milchrättegången (tyska Milchprozeß), pågick från 2 januari - 17 april 1947.

#### Domarrättegången
Domarrättegången (tyska Juristenprozeß), officiellt United States of America vs. Josef Altstötter et al., var en rättegång vid vilken 16 jurister stod åtalade. Den pågick 5 mars - 4 december 1947.

#### SS-WVHA-rättegången
SS-WVHA-rättegången (tyska Prozess Wirtschafts- und Verwaltungshauptamt der SS) var den fjärde av rättegångarna mot tyska krigsförbrytare.
De fyra domarna och de tre åklagarna med Telford Taylor som chefsåklagare var samtliga amerikaner. De 18 åtalade var samtliga före detta höga officerare inom SS och hade tjänstgjort inom förvaltningen av SS:s industrier, vari ingick koncentrationslägren.
Tre frikändes. Tre dömdes till döden men endast en av dem avrättades, Oswald Pohl. I övrigt utdömdes allt från livstids till 10 års fängelse. De flesta blev efter benådning 1951 frisläppta i början av 1950-talet. Genom denna dom ville man statuera exempel och visa att även den som medverkade till brott hade samma skuld som den som genomförde brotten.

#### Flick-rättegången
Flick-rättegången (tyska Flick-Prozess) var den femte av rättegångarna.
Den förmögne industriledaren Friedrich Flick och fem medarbetare, Otto Steinbrinck, Bernhard Weiss, Odilo Burkart, Konrad Kaletsch och Hermann Terberger, anklagades för brott mot mänskligheten. Flick hade också tillhört Heinrich Himmlers vänkrets och hjälpt nazisterna finansiellt. Himmler som hade det övergripande ansvaret för koncentrationslägren hade tillåtit 40 000 till 60 000 lägerfångar att arbeta i Flicks industrier, Ruhrbergwerken, under de mest förnedrande former. Flick lyckades härigenom skapa en stor privatförmögenhet.
Flick dömdes till sju års fängelse och två andra till lägre fängelsestraff. Tre blev frikända. Flick dömdes också till att betala skadestånd motsvarande värdet av 75 % av hans förmögenhet. Han avtjänade sedan endast tre år. Han vägrade envetet hela sitt liv att betala något som helst skadestånd till tvångsarbetarna eftersom det skulle kunna tolkas som att han erkände sin skuld.
Han skapade sedan en ny förmögenhet genom att köpa upp andra industrier för en ringa del av deras värde. Han ägde bland annat 40 % av Daimler-Benz  och Dynamit Nobel AG. Han var sedan inblandad i en finans- och skattehärva där han misstänktes för att ha mutat politiker i tyska Bundestag. Sedan han avvecklat de flesta av sina investeringar i Tyskland, flyttade han till Österrike där han dog som Österrikes rikaste man.[källa behövs]

#### IG Farben-processen
IG Farben-processen (på tyska I.G.-Farben-Prozess), var en rättegång då 23 chefer i IG Farben ställdes inför rätta 1947-1948.

#### Gisslanrättegången
Gisslanrättegången (tyska Prozess Generäle in Südosteuropa även benämnd Geiselmord-Prozess) var den sjunde rättegången.
12 generaler i tyska armén (Wehrmacht) anklagades för att de i samband med erövringen och ockupationen av Jugoslavien, Albanien och Grekland mördat civila. I anklagelseskriften påstods att de utfört massmord, plundring, beordrat tvångsarbete, deportation och slaveri. De påstods också ha dödat gisslan samt satt brand på och förstört städer och byar. Ingen erkände något brott. De åtalade var Wilhelm List, Maximilian von Weichs, Lothar Rendulic, Walter Kuntze, Hermann Foertsch, Franz Böhme, Hellmuth Felmy, Hubert Lanz, Ernst Dehner, Ernst von Leyser, Wilhelm Speidel och Kurt Ritter von Geitner.
I Serbien hade tyska ledningen bestämt att skjuta 100 serber för varje tysk soldat som blev dödad eller skadad. I oktober 1941 befallde en av dem, Franz Böhme, att 2 100 fångar i koncentrationslägren i Šabac och Belgrad skulle skjutas.
Böhme tog sedan sitt liv genom att hoppa ut från fjärde våningen i fängelset i Nürnberg.
Två blev frikända. En blev fri på grund av hälsoskäl. Övriga fick mellan livstids fängelse och sju år. Alla dömda blev benådade och var fria efter tre år.

#### RuSHA-rättegången
RuSHA-rättegången, officiellt benämnd The United States of America vs. Ulrich Greifelt, et al., pågick 1947-1948 mot 13 SS-officerare och en kvinnlig tjänsteman. De anklagade var Ulrich Greifelt, Rudolf Creutz Konrad Meyer-Hetling, Otto Schwarzenberger, Herbert Hübner, Werner Lorenz, Heinz Brückner, Otto Hofmann, Richard Hildebrandt, Fritz Schwalm, Max Sollmann, Gregor Ebner, Günther Tesch och Inge Viermetz.
De tillhörde fyra olika organisationer inom SS.
- Ras- och bosättningsbyrån SS-Rasse- und Siedlungshauptamt (RuSHA), som arbetade för att hålla den ariska (germanska) rasen ren.
- Kommissariatet för stärkande av germanismen Reichskommissar für die Festigung deutschen Volkstums (RKFDV).
- Kontoret för repatriering av etniska germaner Volksdeutsche Mittelstelle, (VoMi).
- Mödrahem Lebensborn.

Rasrensningen genomfördes på flera sätt. Icke renrasiga kvinnor tvingades till abort. Renrasiga barn kidnappades. Judar, polacker, romer, och homosexuella sändes till koncentrationsläger. Grupper av icke renrasiga deporterades och renrasiga tyskar ersatte dem.
SS egen tidning Das Schwarze Korps utkom en gång i veckan. 
I dess nummer 20 augusti 1942 handlade den ledande artikeln om germanisering. I den citerades Heinrich Himmler: ”Det är vår uppgift att germanisera österut, inte på det gamla sättet genom att lära dem som bor där tyska och tysk lag utan se till att endast tyskar, det vill säga de med tyskt blod, ska bo där!”
Försvaret invände att sedan polska armén lagt ner sina vapen, förlorade Polen sin suveränitet som stat och blev lagligen en del av Tyskland.
Sexuella förbindelser mellan tyskar och icke renrasiga var straffbara och straffet kunde vara döden. I allmänhet blev de internerade i koncentrationsläger. 
Lebensborn började sin aktiviteter som barnhem. Tanken var att barn med "bra blod" skull tas om hand.
Inget framkom under rättegången att någon av dem deltagit i kidnappning. Detta medförde att tre av de fyra som tillhört mödrahemmen endast dömdes för att ha tillhört "förbrytarorganisationen" SS och den fjärde, den kvinnliga tjänstemannen, frikändes helt. Av de övriga tio hade en överförts till Polen för att dömas där och en hade avlidit. Resterande åtta dömdes till fängelse av varierande längd. Två, Hofmann och Hildebrand dömdes för påtvingade aborter. Båda dessa dömdes också för att ha sett till att fångar som haft samlag med tyska kvinnor fick ”särskild behandling”, vilket var en omskrivning för hängning.

#### Einsatzgruppenrättegången
Einsatzgruppenrättegången, officiellt benämnd The United States of America vs. Otto Ohlendorf, et al., ägde rum i Nürnberg 29 september 1947 - 10 april 1948. Huvudåtalad var Otto Ohlendorf.

#### Krupprättegången
Krupprättegången, officiellt benämnd The United States of America vs. Alfried Krupp, et al.,  omfattade krigsförbrytelser av Kruppkoncernen och pågick 8 december 1947 - 31 juli 1948.

#### Ministerierättegången
Ministerierättegången (tyska Wilhelmstraßenprozess) var den elfte och näst sista av rättegångarna. Dess officiella namn var The United States of America vs. Ernst von Weizsäcker et al. och pågick från den 6 januari 1948 till den 13 april 1949.

#### OKW-rättegången
OKW-rättegången (tyska Prozess Oberkommando der Wehrmacht) var den tolfte och sista av rättegångarna.
I denna rättegång stod tre fältmarskalkar, tio generaler och en generaladmiral åtalade, för krigsförbrytelser. Bland annat ansågs de vara ansvariga för morden på ryska officerare vilka enligt beslut aldrig skulle behandlas som krigsfångar utan avrättas direkt, för miljontals brott mot ryska krigsfångar och för behandlingen av civilbefolkningen i ockuperade områden där ett stort antal dödats eller förts till tvångsarbete. De åtalade var Wilhelm von Leeb, Hugo Sperrle, Georg von Küchler, Johannes Blaskowitz, Hermann Hoth, Georg-Hans Reinhardt, Hans von Salmuth, Karl-Adolf Hollidt, Otto Schniewind, Karl von Roques, Hermann Reinecke, Walter Warlimont, Otto Wöhler och Rudolf Lehmann.
Två blev frikända, bland dem generaladmiral Otto Schniewind. Blaskowitz begick självmord. De övriga fick straff på mellan livstids fängelse och tre år. Genom benådning blev straffen senare sänkta och ingen behövde avtjäna mer än fem år. Rättegången pågick mellan 30 december 1947 och 29 oktober 1948.